# Больберг
Больберг (нем. Bollberg) — община в Германии, в земле Тюрингия. 
Входит в состав района Заале-Хольцланд. Подчиняется управлению Штадтрода.  Население составляет 300 человек (на 31 декабря 2010 года). Занимает площадь 3,39 км².